# Jacques Tanguy Marie Guermeur
Pour les articles homonymes, voir Guermeur.
Ne doit pas être confondu avec Guermeur (révolution française).
Jacques Tanguy Marie Guermeur (21 avril 1750, Quimper – 15 septembre 1798,  Quimper) est un avocat, entré en politique à la Révolution, député à la Convention nationale puis membre du Conseil des Anciens.

## Biographie

### Famille
Jacques Guermeur est le fils aîné de Tanguy Guermeur (Poullan-sur-Mer, ca 1730 - Poullan-sur-Mer, 1795), commerçant à Douarnenez, capitaine des canonniers gardes-côtes à Tréboul et de Marguerite Caillou (Quimper, 1732 - Poullan sur Mer, 1804), elle-même fille de Jacques Caillou, commerçant à Quimper, né en Flandres en 1699 à Menin (à 10 km de Courtrai).
La mère de Jacques Guermeur est une cousine germaine de Louise-Augustine Caillou (1724-1744) dont la fin tragique le 17 août 1744 dans le naufrage du Saint-Géran à l'Isle de France (Île Maurice) inspire à Bernardin de Saint-Pierre le personnage de Virginie, l'héroïne de Paul et Virginie.
Jacques Guermeur épouse en 1778 Marie-Thérèse Éon de Kerlavarec, fille d'Alain Éon (1716-1770), notaire et procureur à Languidic (Morbihan), capitaine des Gardes-Côtes à Port-Louis (Morbihan).
Tanguy Hervé (1781-1848), pilote au port de Lorient, l'un de leurs huit enfants, leur donne une large postérité jusqu'à nos jours, dont Charles Guermeur, officier de l'armée de Terre, Yves Guermeur, officier de Marine, Henri Waquet, archiviste-paléographe, directeur départemental des archives du Finistère, Jean-Claude Waquet, historien, Nicolas Waquet, traducteur, Philippe Waquet, avocat au Conseil d'état et à la Cour de cassation, puis conseiller à ladite cour, Pierre Waquet, magistrat.

### Études et profession
Jacques Guermeur accomplit ses humanités au collège de Quimper où il bénéficie des enseignements de l'abbé Le Coz, futur évêque constitutionnel de Rennes. Il s'inscrit tardivement et « par bénéfice d'âge », à la faculté de droit de Rennes. Il y côtoie Joseph Le Malliaud, de Vannes, qu'il retrouve 20 ans après, député comme lui à la Convention nationale. Il est reçu licencié en droit en décembre 1774.
Avocat au Parlement, il s'établit à Quimperlé. Il y est, en outre, procureur fiscal de l'abbaye Sainte-Croix. En 1788, il est procureur du roi à la sénéchaussée de Quimperlé, auprès du sénéchal Simon Bernard Joly de Rosgrand.
Il est élu, en novembre 1790, commissaire du roi auprès du tribunal de district de Quimperlé.
Considéré par son ami Théophile Laënnec, juge à Quimperlé pendant la Révolution, comme « doté de connaissances très étendues en législation et en littérature », Jacques Guermeur possède une bibliothèque riche de plus de 900 volumes, exceptionnelle par sa taille et sa diversité pour un modeste juriste d'une petite ville de l'Ouest.
À sa sortie de la vie politique, en mai 1797, il est nommé par le Directoire, le 14 juin 1797, juge au tribunal civil du Morbihan, puis, le 22 décembre 1797, substitut auprès des tribunaux du Finistère. Dix mois plus tard, son acte de décès le désigne comme président du tribunal criminel du Finistère à Quimper, où il avait été nommé le 30 juin 1798.

## Représentant du Peuple

### À la Convention
Jacques Guermeur est élu le 9 septembre 1792 membre de la Convention par le département du Finistère, le 7e sur 8, avec 334 voix (442 votants). 
- Procès de Louis XVI : janvier 1793 : Il se prononce contre l'appel au peuple et pour la mort sans sursis. Sur l'appel au peuple, il dit : « L'accumulation des pouvoirs que nous avons reçus de nos commettants, le mandat spécial qui nous a été officiellement donné pour venir prononcer sur le sort du roi, la nature de l'acte que nous exerçons, et qui n'est pas un acte constitutionnel, les dangers de convoquer les assemblées primaires pour délibérer sur la mort d'un individu, m'engagent à dire non ». Sur la peine, il répondit : « Si vous me demandez seulement quelle peine Louis a encourue, je réponds : la mort »[14].
- Première mission : 9 mars - 30 avril 1793. Le tandem Jacques Guermeur -Joseph Le Malliaud, député du Morbihan, envoyé en mission dans les départements du Finistère et du Morbihan, doit passer par Rennes pour joindre Vannes. Empêchés par les « brigands et les séditieux » de prendre la route de Josselin, les représentants décident de passer par Redon. La rive droite de la Vilaine étant tenue par des « révoltés », Guermeur fait savoir au directoire du département du Finistère que Le Mailliaud et lui ont dû revenir à Rennes : « Les militaires qui commandent [à Redon] nous ayant assuré qu'il leur était impossible de protéger notre passage dans le Morbihan »[15]. Ils arrivent quand même à Vannes le 30 mars, où ils prennent plusieurs arrêtés, en particulier sur l'approvisionnement en grains à Brest, le transfert du tribunal criminel du Finistère de Quimper à Brest et le 5 avril sur le recrutement des troupes dans le Morbihan[16]. Ils déclarent « suspects les pères et mères d'émigrés » (27 avril), et émet des doutes sur l'efficacité du recrutement des 300 000 hommes : « Peut-on compter, écrit-il, sur des hommes levés à la baïonnette et au canon ? »
- Membre du Comité de Marine : 25 août 1793. La Convention nomme Jacques Guermeur membre du Comité de la marine et des colonies sur la proposition de Pierre Marec, l'un de ses collègues députés du Finistère[17]. Il en sort le 22 octobre 1793.
- Décembre 1793. Contrairement à ce qu'avancent de nombreux biographes à la suite d'une lecture trop rapide d'une lettre de Prieur de la Marne lue à la Convention le 28 décembre 1793[18], Jacques Guermeur n'a pas pris part à la lutte contre l'insurrection vendéenne, ni aux massacres de Savenay, marquant la fin de la « virée de Galerne ». Il n'était pas envoyé en mission à cette date. Il n'a donc pas « tué de sa main, dans un engagement, le Vendéen Chatelux ». C'est à Claude Royou dit Guermeur qu'il faut attribuer ce fait. Celui-ci, protégé de Danton et Marat, membre de la Commune du 10 août, se présentait à Quimper le 15 octobre 1793, avec un dénommé Jullien, comme « agents du Comité de Salut Public de la Convention, chargés de pouvoir par les représentants du Peuple près les côtes de Brest et de Lorient[19] ». Ce sont les mêmes que l'on retrouve deux mois plus tard aux côtés de Prieur.
- Deuxième mission : 2 décembre 1794 - 17 juin 1795. Guermeur est envoyé en mission avec Claude Guezno près l'armée des Côtes de Brest et de Cherbourg. La Convention, comme à une dizaine d'autres députés, leur a donné pour objectif de pacifier la Bretagne après les excès de la Terreur et l'écrasement des Chouans. Les conventionnels écartés du pouvoir pendant la Terreur bénéficient très vite de cette nouvelle politique. Ainsi le 17 décembre 1794, Guermeur et Guezno fournissent un sauf-conduit à Lanjuinais et, le 7 janvier 1795, confirment un arrêté de Boursault autorisant Roujoux à rentrer dans ses foyers. Guermeur et Guezno participent aux négociations préalables au traité de la Mabilais (20 avril 1795) et rendent compte de la signature de ce traité à la Convention.

### Au Conseil des Anciens
Dans le cadre du décret du 5 fructidor an III (22 août 1795) plus connu sous le nom de Décret des deux tiers, spécifiquement conçu pour favoriser les ex-Conventionnels lors des Élections législatives françaises de 1795, J. Guermeur devient, le 4 brumaire an IV (26 octobre 1795), membre du Conseil des Anciens. L'assemblée électorale de son département du Finistère, ne l'ayant élu ni sur la liste principale, ni sur la liste supplémentaire ni parmi les députés du dernier tiers, il a dû compter sur ses anciens collègues conventionnels réélus et réunis le 4 brumaire an IV en Assemblée électorale de France pour être appelé à les rejoindre, mais seulement au troisième tour et à la 91ème place sur 105. Le tirage au sort organisé ensuite lors de cette même séance l'envoie au Conseil des Anciens.
Guermeur est autorisé le 4 novembre 1795 à participer à l'instruction du procès intenté à Cormatin, l'un des signataires du traité de la Mabilais.

Guermeur a été secrétaire du Conseil des Anciens pendant un mois, avant sa sortie par tirage au sort, le 20 mai 1797.